# Cuthbert Collingwood, 1:e baron Collingwood
Cuthbert Collingwood, 1:e baron Collingwood av Caldburne och Heathpool, född den 26 september 1748 i Newcastle upon Tyne, död den 7 mars 1810 i Mahón, var en engelsk sjöhjälte. 
Collingwood kom i sjötjänst 1761 och tillbringade sedan nästan hela sitt liv till sjöss. År 1776 lärde han känna den åtta år yngre kamraten Nelson, vilken 1778 befordrades till commander före Collingwood, varefter denne i flera befattningar efterträdde Nelson. Det oaktat knöts vid denna tid mellan dessa framstående personligheter ett innerligt vänskapsband, som varade in i döden. År 1780 befordrades Collingwood till post-captain. 
Under amiral Howes strider mot fransmännen 1794 utmärkte han sig som chef på linjeskeppet Barfleur samt ännu mera under amiral Jervis som chef på linjeskeppet Excellent i slaget vid Kap Sankt Vincent 1797. Två år senare blev han konteramiral och befälhavare över en eskader, som företrädesvis användes till blockad av Brest. Viceamiral 1804, fick han följande år befäl över fem skepp, som blockerade Ferrol, varefter han innan Nelsons ankomst hade befäl över den sjöstyrka, som blockerade fransk-spanska flottan i Cádiz. 
I det ryktbara slaget vid Trafalgar den 21 oktober 1805 inledde han, som befälhavare över den engelska flottans lälinje, på ett lysande sätt striden, genombrytande efter Nelsons anvisningar de allierades slaglinje. Då Nelson stupade, övertog han befälet och hade under en efter slaget uppväxande storm en mycket svår uppgift att fylla. För sitt välförhållande under detta slag blev han peer av England samt  erhöll en livstidspension av 2 000 pund sterling.
Collingwoods har mången gång blivit jämförd med sin vän och vapenbroder Nelson. De var emellertid mycket olika. På Collingwoods privata liv faller inte någon skugga, men som ledare, strateg och taktiker står han långt efter segraren vid Abukir, Köpenhamn och Trafalgar. 
Som skeppschef och amiral skötte sig Collingwood förträffligt, när han hade Nelsons instruktioner eller föredöme att rätta sig efter; men när de saknades, lyckades han inte vinna någon utmärkelse. Från yrkessynpunkt var Collingwood en tapper, kraftig och duglig sjöman, en god officer och en beundransvärd underbefälhavare; men han kan ingalunda som Nelson räknas bland de stora ledarna eller de skapande snillena.